# Інтерполяційні формули
Інтерполяційні формули — формули в математиці, що дають наближене вираження функції за допомогою інтерполяції многочленами.
Інтерполяційний многочлен {\displaystyle \ P_{n}(x)} ступеня {\displaystyle \ n}, значення якого в заданих точках {\displaystyle x_{0},x_{1},\ldots ,x_{n}} збігаються зі значеннями {\displaystyle y_{0},y_{1},\ldots ,y_{n}} функції в цих точках, визначається єдиним чином, але в залежності від завдання його зручно записувати різними формулами.

## Формула Лагранжа
Функція {\displaystyle f(x)=f_{0}+f_{1}x+f_{2}x^{2}+\ldots } може бути інтерпольована на відрізку {\displaystyle [x_{0},x_{n}]} інтерполяційним поліномом {\displaystyle P_{n}(x)}, записаним у формі Лагранжа:
{\displaystyle f(x)\approx P_{n}(x)=\sum _{k=0}^{n}y_{k}{\frac {(x-x_{0})(x-x_{1})\ldots (x-x_{k-1})(x-x_{k+1})\ldots (x-x_{n})}{(x_{k}-x_{0})(x_{k}-x_{1})\ldots (x_{k}-x_{k-1})(x_{k}-x_{k+1})\ldots (x_{k}-x_{n})}},}
Похибка інтерполяції:
{\displaystyle |f(x)-P_{n}(x)|\leq {\frac {\|f^{(n+1)}(x)\|}{(n+1)!}}\cdot \|\Pi _{n}(x)\|,\qquad \Pi _{n}(x)=(x-x_{0})(x-x_{1})\ldots (x-x_{n}).}
У просторі дійсних неперервних функцій відповідні норми набирають вигляду:
{\displaystyle \|f^{(n+1)}(x)\|=\max _{x\in [x_{0},x_{n}]}|f^{(n+1)}(x)|,\qquad \|\Pi _{n}(x)\|=\max _{x\in [x_{0},x_{n}]}|\Pi _{n}(x)|.}

## Формула Ньютона
Якщо точки {\displaystyle x_{0},\ x_{1},\ \ldots ,\ x_{n}} розташовані на рівних відстанях  {\displaystyle \ (x_{k}=x_{0}+kh)}, поліном можна записати:
{\displaystyle P_{n}(x_{0}+th)=y_{0}+{\frac {t}{1!}}\Delta y_{0}+{\frac {t(t-1)}{2!}}\Delta ^{2}y_{0}+\ldots +{\frac {t(t-1)\cdots (t-n+1)}{n!}}\Delta ^{n}y_{0}}
(тут {\displaystyle \ x_{0}+th=x}, а {\displaystyle \ \Delta ^{k}} — різниці k-го порядку: {\displaystyle \ \Delta ^{k}y_{i}=\Delta ^{k-1}y_{i+1}-\Delta ^{k-1}y_{i}}).
Це формула Ньютона для інтерполяції вперед; назва формули вказує на те, що вона містить задані значення {\displaystyle \ y}, що відповідають вузлам інтерполяції, що знаходяться тільки праворуч від {\displaystyle \ x_{0}}.  Ця формула зручна при інтерполяції функцій для значень {\displaystyle \ x}, близьких до {\displaystyle \ x_{0}}.
При інтерполяції функцій для значень {\displaystyle \ x}, близьких до  {\displaystyle \ x_{k}}, формулу Ньютона доцільно перетворити, змінивши початок відліку (див. Нижче формули Стірлінга і Бесселя).
Формулу Ньютона можна записати і для нерівновіддаленими вузлів, вдаючись для цієї мети до розділених різниць. На відміну від формули Лагранжа, де кожен член залежить від всіх вузлів інтерполяції, будь-який {\displaystyle k}-й член формули Ньютона залежить від перших (від початку відліку) вузлів і додавання нових вузлів викликає лише додавання нових членів формули (в цьому перевага формули Ньютона).
Коротка форма інтерполяційної формули Ньютона для випадку рівновіддалених вузлів:
{\displaystyle P_{n}(x)=\sum _{m=0}^{n}\left(C_{x}^{m}\sum _{k=0}^{m}(-1)^{k}\,C_{m}^{k}\,f_{m-k}\right)}
де {\displaystyle C_{x}^{m}} — узагальнені на область дійсних чисел біноміальні коефіцієнти.

## Інтерполяційна формула Стірлінга
{\displaystyle f(x_{0}+th)=y_{0}+{\frac {t}{1!}}\mu \delta y_{0}+{\frac {t^{2}}{2!}}\delta ^{2}y_{0}+{\frac {t(t^{2}-1^{2})}{3!}}\mu \delta ^{3}y_{0}+{\frac {t^{2}(t^{2}-1^{2})}{4!}}\delta ^{4}y_{0}+}
{\displaystyle +{\frac {t(t^{2}-1^{2})(t^{2}-2^{2})}{5!}}\mu \delta ^{5}y_{0}+\cdots +{\frac {t^{2}(t^{2}-1^{2})(t^{2}-2^{2})\cdots [t^{2}-(k-1)^{2}]}{(2k)!}}\delta ^{2k}y_{0}}
(про значення символу {\displaystyle \ \mu }  зв'язку центральних різниць  {\displaystyle \ \delta ^{m}} з різницями {\displaystyle \Delta ^{m}} див. Кінцевих різниць числення)
Застосовується при інтерполяції функцій для значень {\displaystyle \ x},  близьких до одного з середніх вузлів  {\displaystyle \ a}; в цьому випадку природно взяти непарне число вузлів {\displaystyle x_{-k},\ \ldots ,\ x_{-1},\ x_{0},\ x_{1},\ \ldots ,\ x_{k}},  вважаючи {\displaystyle \ a} центральним вузлом {\displaystyle \ x_{0}}.

## Інтерполяційна формула Бесселя
{\displaystyle f(x_{0}+th)\approx \mu y_{1/2}+{\frac {(t-1/2)}{1!}}\delta y_{1/2}+{\frac {t(t-1)}{2!}}\mu \delta ^{2}y_{1/2}+{\frac {t(t-1)(t-1/2)}{3!}}\delta ^{3}y_{1/2}+}
{\displaystyle +{\frac {t(t-1)(t+1)(t-2)}{4!}}\mu \delta ^{4}y_{1/2}+{\frac {t(t-1)(t+1)(t-2)(t-1/2)}{5!}}\delta ^{5}y_{1/2}+\cdots +}
{\displaystyle +{\frac {t(t-1)(t+1)\cdots (t-k)(t+k-1)(t-1/2)}{(2k+1)!}}\delta ^{2k+1}y_{1/2}}
Застосовується при інтерполяції функцій для значень {\displaystyle \ x}, близьких середин {\displaystyle \ a} між двома вузлами; тут природно брати парне число вузлів {\displaystyle x_{-k},\ \ldots ,\ x_{-1},x_{0},x_{1},\ldots ,x_{k},x_{k+1}}, і розташовувати їх симетрично щодо {\displaystyle a(x_{0}<a<x_{1}).}